# Bulawayo
Bulawayo is na de hoofdstad Harare de tweede stad van Zimbabwe, met een bevolking van ongeveer 650.000 inwoners. Het is gelegen in Matabeleland, 439 km ten zuidwesten van Harare. De hoofdstad van Matabeleland Noord is Lupane, Bulawayo wordt beschouwd als zelfstandige provincie.

## Algemene informatie

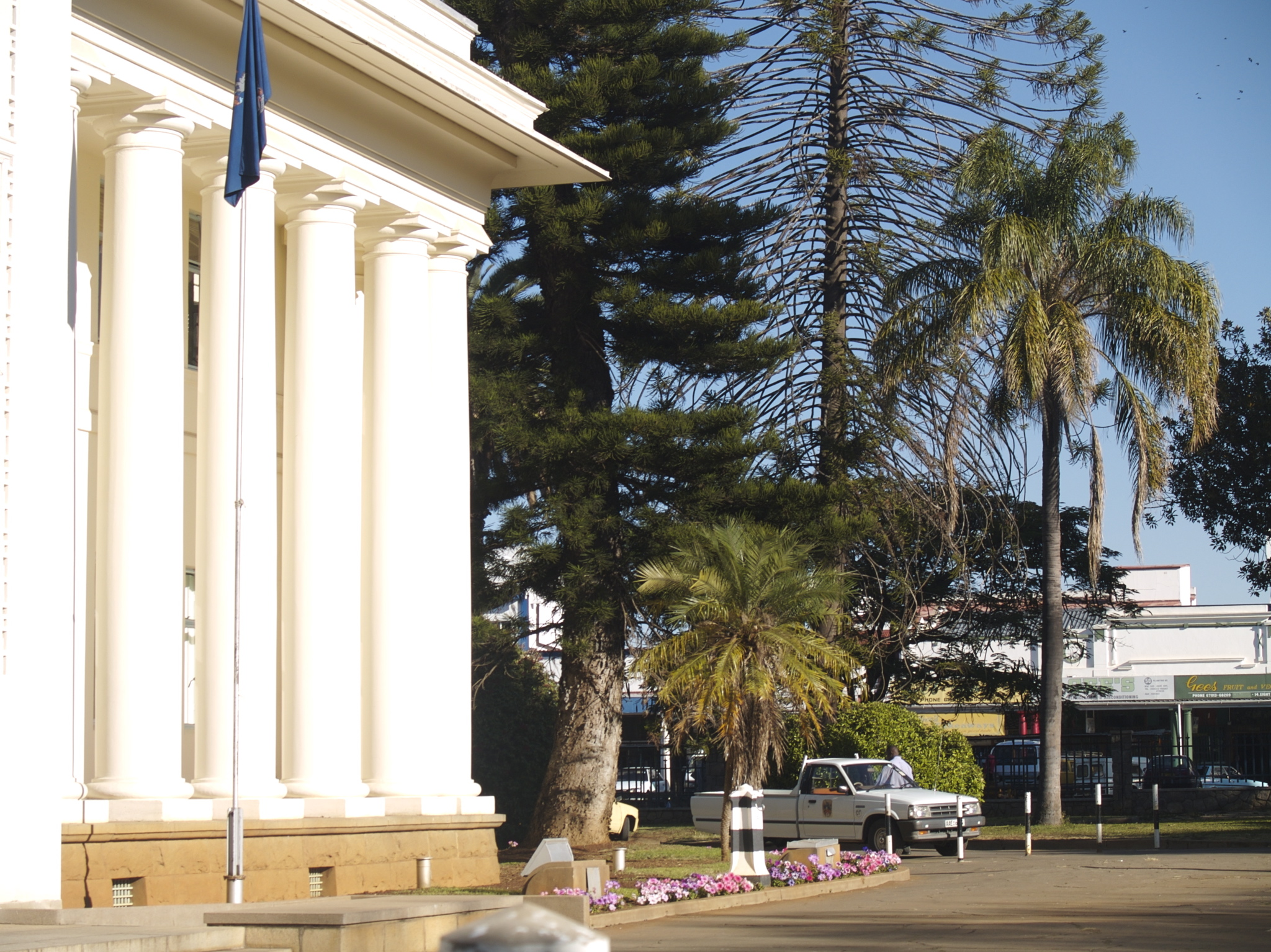
Stadhuis van Bulawayo

De naam "Bulawayo" is afkomstig van het Noord-Ndebele woord GuBulawayo; dit betekent 'plaats van de vervolgde' of 'plaats van slachting'. De stad is multicultureel, een grote verscheidenheid aan talen wordt gesproken (zoals Engels, Noord-Ndebele, Zoeloe, Xhosa, Kalanga, Sotho en SeSwati). Sinds jaren wordt Bulawayo gezien als de handelshoofdstad van Zimbabwe.
De meerderheid van de inwoners is van Noord-Ndebele-afkomst, die in de 19e eeuw met Zoeloemigratie daarheen kwamen. Ze vormen een minderheid in Zimbabwe.
In de stad is een kleine gemeente van de Free Presbyterian Church of Scotland.

## Musea
- National Museum and Archives of Zimbabwe
- Natural History Museum
- National Gallery, Bulawayo
- Zimbabwe National Railway Museum

## Geboren in Bulawayo
- Albert Luthuli (1898-1967), Zuid-Afrikaans chief en Nobelprijswinnaar (1960)
- Graham Johnson (1950), Brits pianist en liedbegeleider
- Charlene Wittstock (1978), Zuid-Afrikaans zwemster; echtgenote van prins Albert II van Monaco
- Gavin Sutherland (1979), boogschutter
- Terence Parkin (1980), Zuid-Afrikaans zwemmer
- Ryan Sissons (1988), Nieuw-Zeelands triatleet